# Mr.Kitty
Форрест Эйвери Карни Лемер (род. 24 марта 1992), более известный как Mr.Kitty или Кеннет Эхо Строубс — американский певец, автор песен, музыкальный продюсер и диджей. Его стиль описывается как синтвейв, синтипоп, новая волна, витч-хаус и дарквейв. Как говорят, он пробуждает у слушателей ностальгические эмоции. Он наиболее известен своей песней «After Dark», которая была выпущена в 2014 году и стала вирусной после того, как в 2019 году на YouTube было опубликовано фанатское видео.